# Collégiale Saint-Aignan de Saint-Aignan
La collégiale Saint-Aignan de Saint-Aignan est une ancienne collégiale catholique située à Saint-Aignan, en France.

## Localisation
L'église est située dans le département français de Loir-et-Cher, sur la commune de Saint-Aignan.

## Historique
La collégiale a été construite entre le XIe siècle et le XIIe siècle. La crypte du XIe siècle abrite de nombreuses peintures murales des XIIe et XIIIe siècles, notamment un Christ en majesté qui trône dans une double gloire en mandorle.

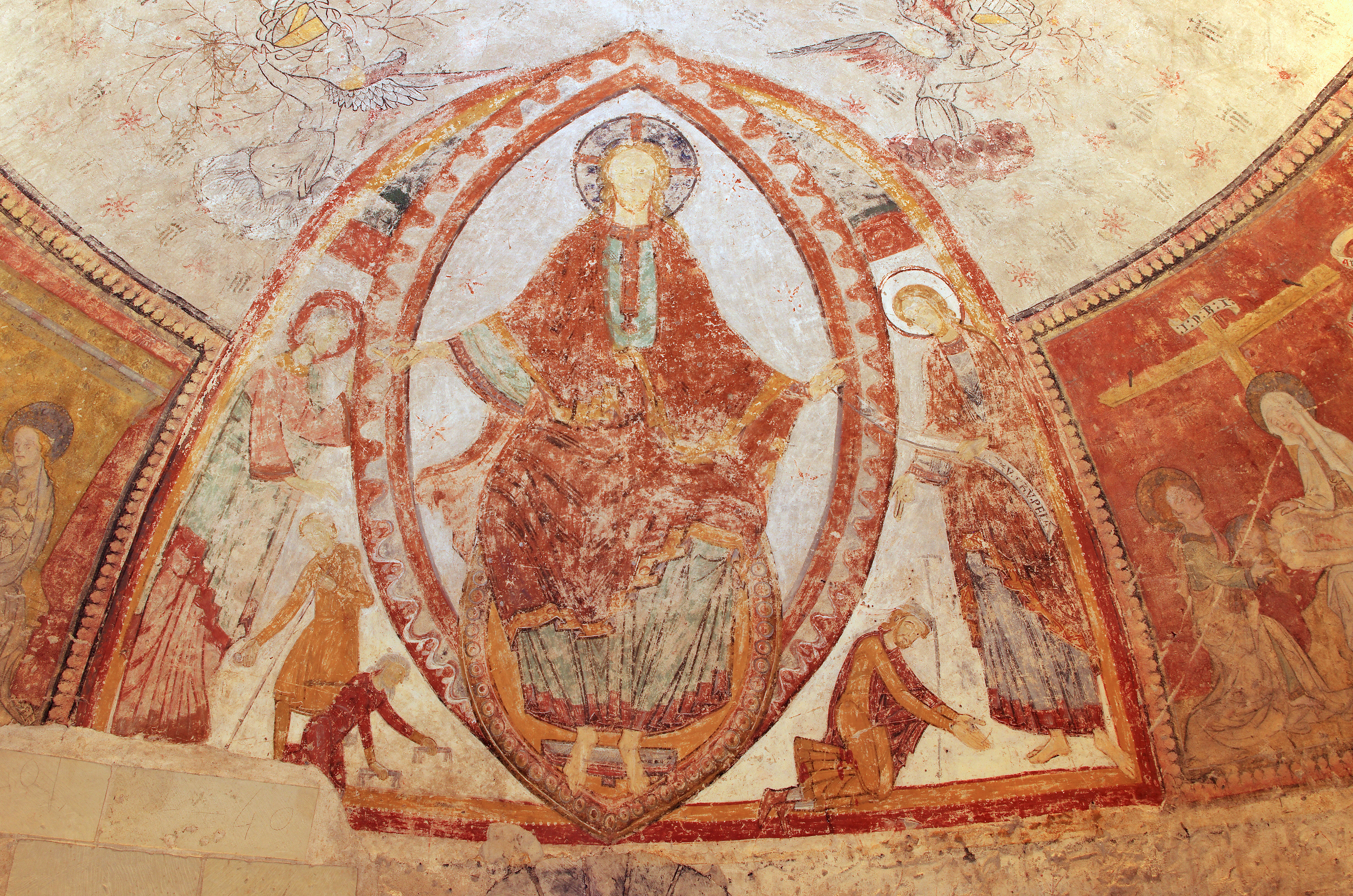
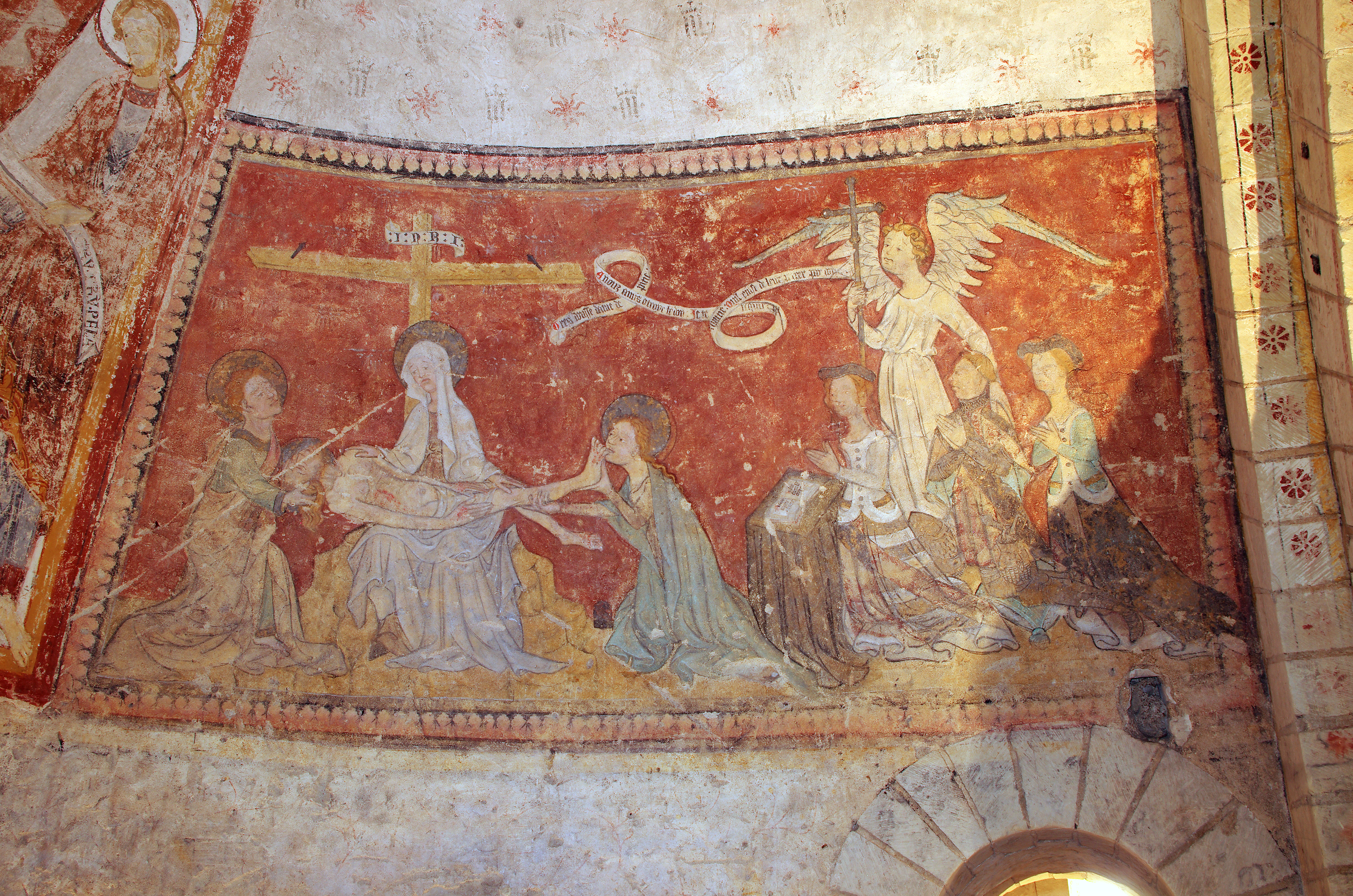
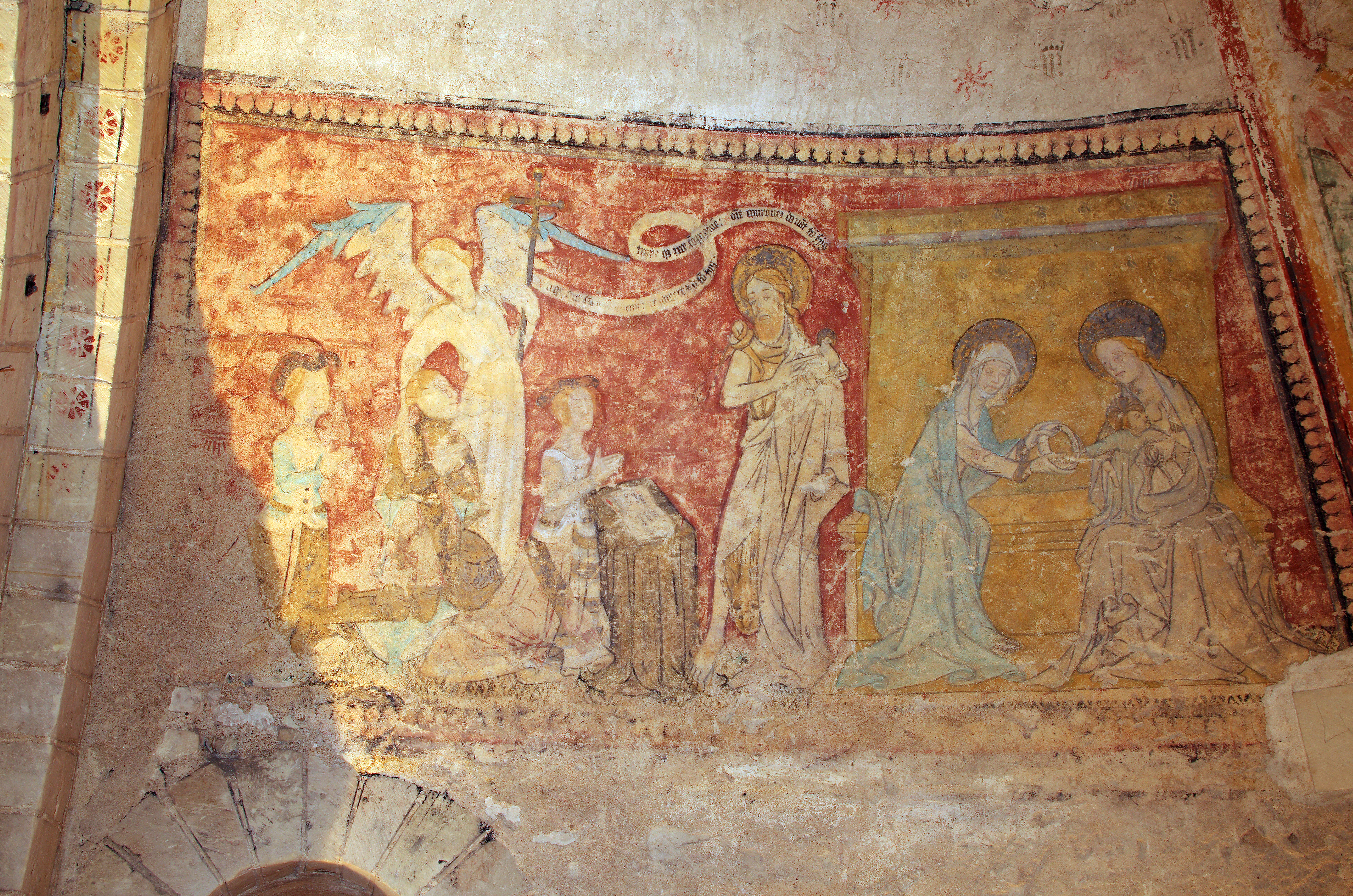

L'édifice est classé au titre des monuments historiques en 1862.